# Стела Џатрас
Стела Џатрас (Покипси, 1932 — 19. јун 2013) као дете грчких емиграната. Била је удата за Џорџа Џатраса, официра ратног ваздухопловства САД. Живела је две године у Москви и радила као помоћни службеник политичке секције америчке амбасаде. Бавила се писањам политичких анализа Хладног рата, америчко-руских односа и југословенског питања, о чему је држала предавања по САД.
Стела Џатрасје била познати српски лобиста, дипломата, писац и амерички аналитичар.

## Биографија
Стела Џатрас је била члан Конгреса српског уједињења у Америци. Kao тихи лобиста припадала је групи активних поборника интереса српског народа, као што су Питер Брок, Питер Махер, конгресмен Денис Кучинић, Џим Џатрис и Јулија Горин.
Када је почео рат у бившој Југославији деведесетих година, Стела Џатрас је била једна од првих која је у САД и светским медијима указала на једностраност извештавања западних агенција.
Стела Џатрас преминула је 19. јуна 2013. године, али њен син Џејм Џатрас наставља мајчину мисију и активно учествује у стварању што боље слике о Србији и Србима и ѕалаже се за веће политичко и економско повезивање Сједињених Америчких Држава и Србије.Била је српски лобиста, дипломата, писац и амерички аналитичар. Српска дијаспора у црквама и преко медија одаје почаст овој Гркињи, која је у САД бранила интересе нашег народа. Њене текстове о српском питању су последњих година објављивали угледни листови Вашинтон Пост, Вашинтон тајмс, Аризона републиц, Лос Ангелес Тајмс и Њујорк тајмс, који јој је поводом њене _смртиобјавио посебан чланак.
Стипендија Стела Џатрас је програм Задужбине Студеница и др Предрага Пецића, посвећена очувању сећања на на преданост и упорност Стеле Џатрас, а са циљем да инспирише младе људе да размишљају, активно реагују и штите истину о новијој српској историји.